# محمد محقق
محمد محقق (مواليد 26 يوليو 1955) هو سياسي أفغاني، كان عضو في مجلس الشعب الأفغاني، حارب مع المجاهدين ضد الحكومة المدعومة من السوفييت، بعد إنسحاب الاتحاد السوفيتي عام 1989 من البلاد تم تعيينه زعيم حزب الوحدة الإسلامي.